# Ann Jäderlund
Ann Yvonne Jäderlund, född 9 november 1955 i Gustav Vasa församling i Stockholm, är en svensk författare, poet och dramatiker.

## Biografi
Jäderlund har haft ett samarbete med konstnärerna Agnes Monus och Mikael Lundberg samt diktaren Magnus William-Olsson som resulterade i en utställning på Moderna Museet i Stockholm 2009. Hon har fått sin diktsvit "Purpurbit" tonsatt av Staffan Odenhall. Jäderlund har även översatt dikter av Emily Dickinson till svenska.

### Familj
Ann Jäderlund är dotter till byggnadsingenjören Björn Jäderlund och kontoristen Inga-Britt, ogift Johansson , samt barnbarn till  utrikeskorrespondenten Christer Jäderlund och barnbarns barn till prästen Ivan Jäderlund. Hon är även syssling[källa behövs] till dramatikern Lars Norén. Sedan 1984 är hon gift med Håkan Olsson.

## Författarskap
Ann Jäderlund debuterade 1985 med Vimpelstaden, en samling fragmentariska dikter som präglas av ett humoristiskt och absurt förhållande till språket. Som en gång varit äng (1988) skildrar en intensiv kärlekshistoria. Dikterna kännetecknas av ett säreget, personligt språk med ord och tonfall ur folkvisor, psalmer och annan äldre litteratur. Samlingen gav upphov till en debatt om obegripligheten hos 1980-talets unga kvinnliga lyriker. Boken fick en pendang i Snart går jag i sommaren ut (1990) där olika slags beroenden fortsätter att problematiseras. I Rundkyrka och sjukhuslängor vid vattnet, himlen är förgylld av solens sista strålar (1992) är det kroppens makt och maktlöshet som står i centrum. Senare diktsamlingar inkluderar den mörka och intensiva mörker mörka mörkt kristaller (1994) och Vad hjälper det en människa om hon häller rent vatten över sig i alla sina dagar (2009). 
Hon har även skrivit dramatik, Salome (1994), och två barnböcker, Ivans bok (1987) och Iris bok (2002).
Hon nominerades till Augustpriset 2016 i kategorin Årets svenska skönlitterära bok för djupa kärlek ingen.

## Priser och utmärkelser
- 1990 – Sigtunastiftelsens författarstipendium
- 1991 – Stig Carlson-priset
- 1992 – Aftonbladets litteraturpris[6]
- 1992 – Erik Lindegren-priset
- 1994 – Sveriges Radios Lyrikpris
- 1998 – Göteborgs-Postens litteraturpris
- 2003 – De Nios Stora Pris[7]
- 2004 – Gerard Bonniers lyrikpris
- 2004 – Doblougska priset[8]
- 2007 – Stockholms stads hederspris[9]
- 2009 – Bellmanpriset[10]
- 2010 – Aniarapriset[11]
- 2016 – Albert Bonniers Stipendiefond för svenska författare för djupa kärlek ingen[12]
- 2017 – Övralidspriset[13]
- 2017 – Ferlinpriset[14]

### Webblänkar
- Beckman, Åsa. ”Ann Jäderlund”. Nordisk kvinnolitteraturhistoria. Arkiverad från originalet den 10 mars 2014. https://web.archive.org/web/20140310001321/http://nordicwomensliterature.net/sv/writer/j%C3%A4derlund-ann.